# Гајдук
Гајдук (рус. Гайдук) насељено је место руралног типа (село) на југозападу европског дела Руске Федерације. Налази се у југозападном делу Краснодарске покрајине и административно припада њеном Новоросијском градском округу.
Према подацима националне статистичке службе РФ за 2010, село је имала 7.484 становника.

## Географија
Село Гајдук се налази у југозападном делу Краснодарске покрајине, на око десетак километара северозападно од центра града Новоросијска. Лежи на југоисточној обали Абрауског полуострва, на обали Црног мора, на источним падинама брда Колдун (висине 447 метара).
Централни део села лежи на надморској висини од око 110 метара.

## Историја
Насеље је основано 1870. године.

## Демографија
Према подацима са пописа становништва 2010. у селу је живело 7.484 становника.
| 1959. | 1970. | 1979. | 1989. | 2002. | 2010. |
| ----- | ----- | ----- | ----- | ----- | ----- |
| 3.984 | 4.642 | 5.596 | 6.031 | 7.173 | 7.484 |